# Robert Miles
Robert Miles, nome artístico de Robert Concina (Neuchâtel, 3 de novembro de 1969 - Ibiza, 9 de maio de 2017), foi um produtor, compositor e músico ítalo-suíço de música eletrônica, principalmente nas vertentes trance e de música ambiente. 
Trabalhou como DJ em alguns clubes italianos e em 1990 usou suas economias para estabelecer seu próprio estúdio, comprando alguns equipamentos de segunda mão. Entretanto, suas composições iniciais passaram despercebidas. Em 1994, compôs seu mais famoso trabalho, intitulado "Children", que vendeu 30 mil cópias em toda a Europa. Ganhou discos de platina no Reino Unido e na Alemanha. Em dezembro de 2004, "Children" alcançou novas audiências no Reino Unido quando foi sampleada pelo grupo Angel City, da Ministry of Sound, em uma faixa intitulada “Do you know?”, que alcançou o top 10 do Reino Unido. 
No final de 2003, Miles mudou-se para Los Angeles. Começou sua própria produtora, a S:alt Records, e em 2004 produziu um álbum criado sob parceria com o Trilok Gurtu, intitulado Miles Gurtu. Em seus últimos anos, viveu em Ibiza, Espanha.
Faleceu em Ibiza, Espanha, aos 47 anos de idade, em 9 de maio de 2017, após longo tratamento contra o câncer.

## Discografia

### Álbuns
- 1996 - Dreamland (DBX Records)
- 1997 - 23am (Deconstruction)
- 1997 - Robert Miles in the Mix (Urban)
- 2001 - Organik (BMG)
- 2002 - Organik Remixes (S:alt Records)
- 2004 - Miles Gurtu (Shakti Records)
- 2011 - Th1rt3en (S:alt Records)

### Singles
- 1995: "Children" (DBX Records)
- 1995: "Red Zone" (DBX Records)
- 1995: "Soundtracks" (DBX Records)
- 1996: "Fable" (DBX Records)
- 1996: "One and One" (DBX Records)
- 1997: "Freedom" (DBX Records)
- 1997: "Princess Of Light" (Dance Net, BMG España)
- 1998: "Full Moon" (DBX Records)
- 1998: "Everyday Life" (DBX Records)
- 2001: "Paths/Bhairav" (S:alt Records)
- 2001: "Paths" (S:alt Records)
- 2002: "Pour Te Parler (Remixes)" (S:alt Records)
- 2002: "Connections/Separation" (S:alt Records)
- 2002: "Improvisations: Part 2" (S:alt Records)
- 2011: "Miniature World" (S:alt Records)